# Varennes-sous-Dun
Varennes-sous-Dun ist eine französische Gemeinde mit 525 Einwohnern (Stand: 1. Januar 2022) im Département Saône-et-Loire in der Region Bourgogne-Franche-Comté. Sie gehört zum Arrondissement Charolles und zum Gemeindeverband Communauté de communes Brionnais Sud Bourgogne. Die Bewohner werden Varennois und Varennoises genannt.

## Geografie
Varennes-sous-Dun liegt etwa 41 Kilometer westlich von Mâcon in den Hügellandschaften von Brionnais und Charolais. Nachbargemeinden von Varennes-sous-Dun sind Curbigny im Norden und Nordwesten, Gibles im Norden und Nordosten, Châtenay im Osten und Nordosten, Saint-Racho im Osten und Südosten, Mussy-sous-Dun im Süden, Chassigny-sous-Dun im Südwesten, La Chapelle-sous-Dun im Westen und Südwesten sowie La Clayette im Westen.

## Bevölkerungsentwicklung
| Jahr                      | 1962 | 1968 | 1975 | 1982 | 1990 | 1999 | 2006 | 2011 | 2016 |
| Einwohner                 | 614  | 683  | 716  | 757  | 737  | 613  | 628  | 578  | 590  |
| Quelle: Cassini und INSEE |      |      |      |      |      |      |      |      |      |

## Sehenswürdigkeiten
- Kirche Saint-Martin, erbaut von 1843 bis 1846
- Kapelle Notre-Dame-de-Pitié von La Croix-Bouthier

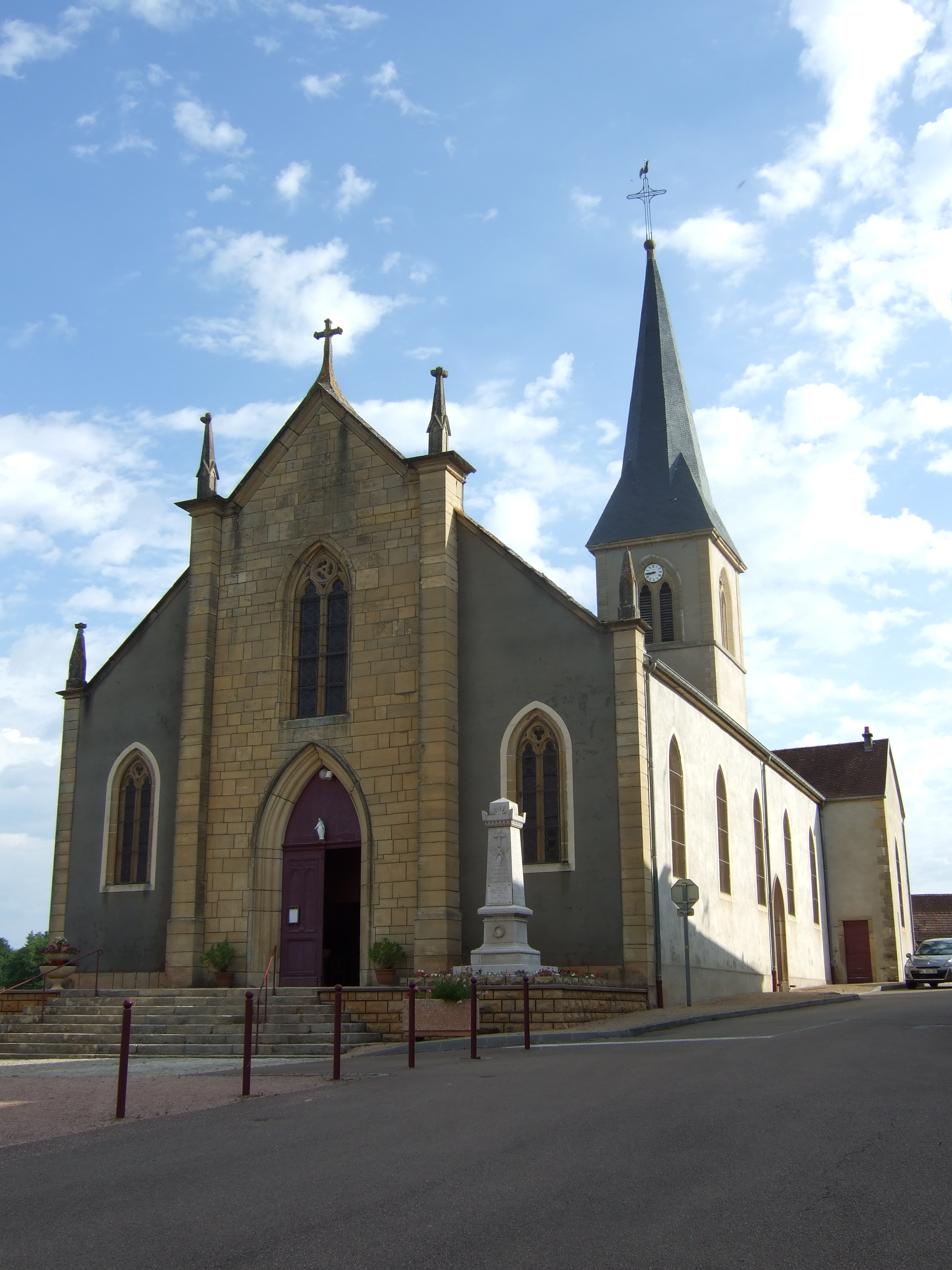
Kirche Saint-Martin
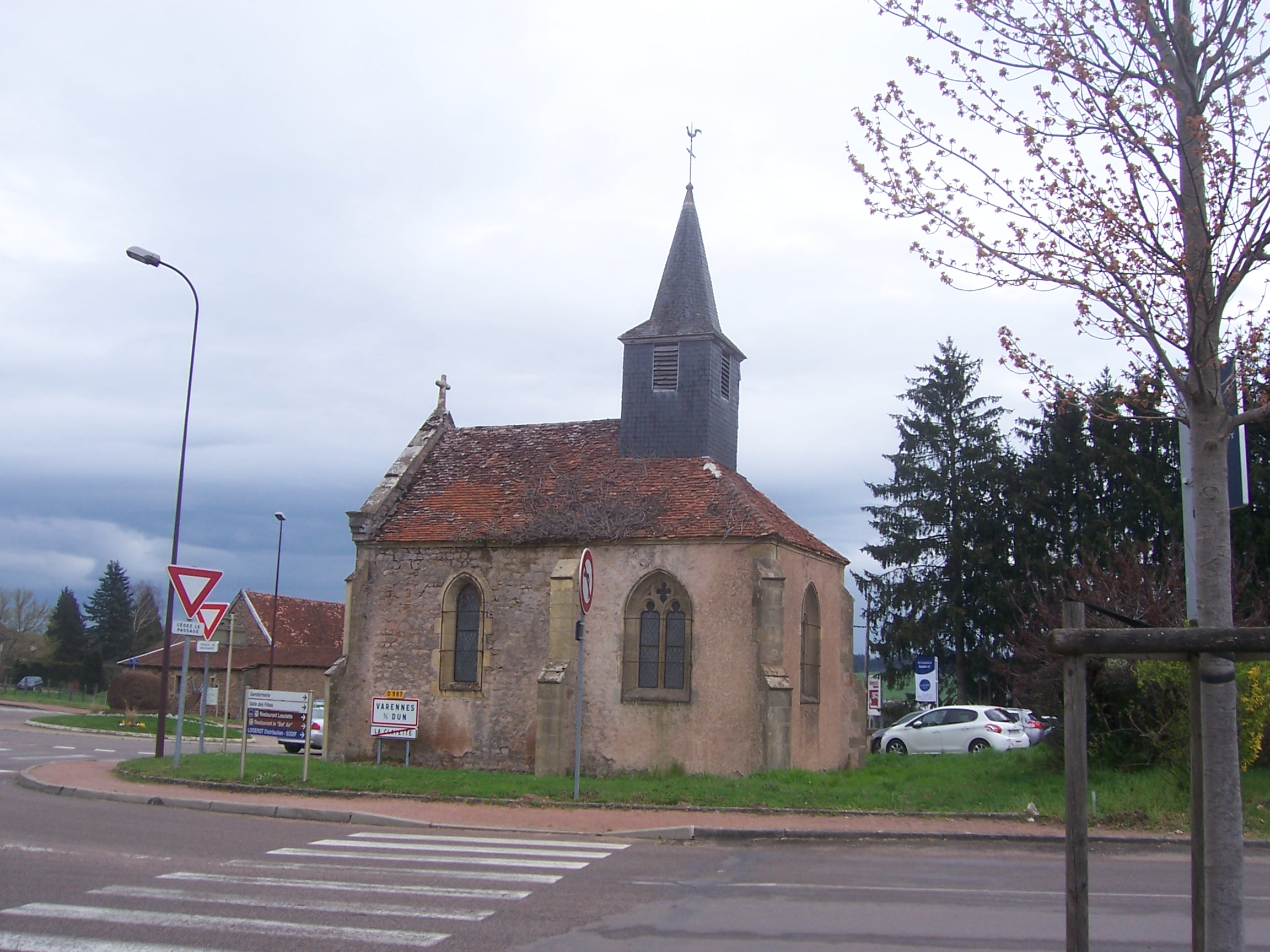
Kapelle Notre-Dame-de-Pitié

## Belege
1. ↑  Varennes-sous-Dun auf cassini.ehess.fr
2. ↑  Varennes-sous-Dun auf insee.fr